# Bombardier Flexity Berlin
Die Flexity Berlin (Eigenbezeichnung FLEXITY Berlin) sind Niederflur-Straßenbahnwagen der Flexity-Reihe von Bombardier Transportation (seit 2021 Alstom). Sie sind eine Weiterentwicklung basierend auf dem Adtranz Incentro.

## Technik und Aufbau

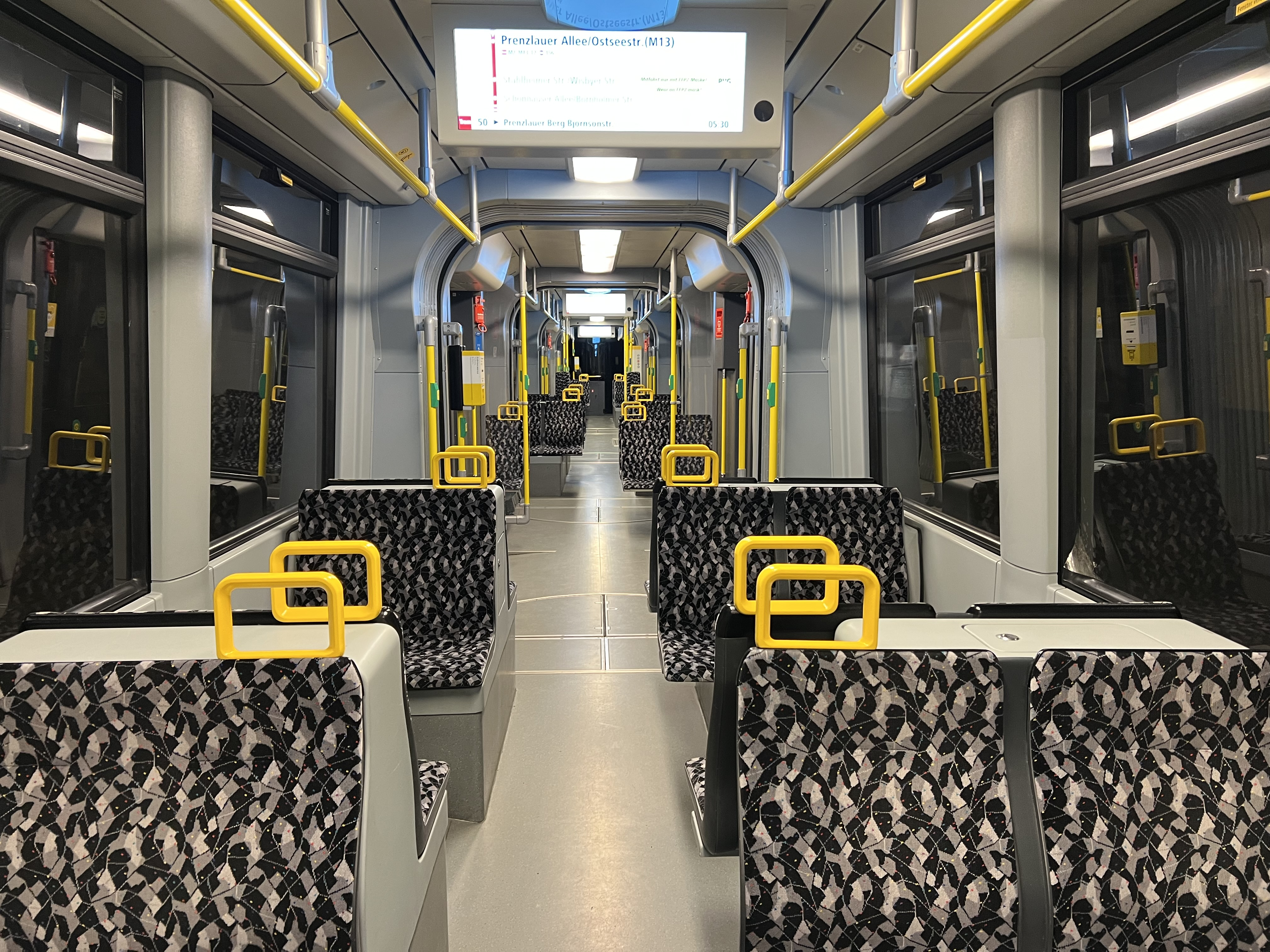
Innenansicht der Flexity Berlin

### Erste Generation
Die neuen Wagen sind mit 2,40 m um 10 cm breiter als die bisherigen Niederflurwagen in Berlin. Als Folge dürfen sich die Flexity Berlin teils nicht begegnen und sind deshalb nicht im gesamten Straßenbahnnetz Berlins einsetzbar.
Ein Wagen setzt sich aus Modulen entsprechend des Grundkonzepts der Multigelenkwagen zusammen, die Normalversion besteht aus fünf, die Langversion aus sieben Modulen. Die Fahrzeuge lassen sich nicht für die Bildung längerer Züge kuppeln, womit ein wesentlicher Vorteil des Systems Straßenbahn nicht genutzt wird. Dies basiert darauf, dass eine siebenteilige Einheit mit 40 m jeweils die 38 m Länge einer Doppeltraktion von Tatrawagen ersetzen kann. Bei anderen Flexity-Modellen werden auch mehrfachtraktionsfähige Ausführungen geliefert, im Streckennetz Berlins wird dafür keine Notwendigkeit gesehen und bei zeitweisem Bedarf kann schon eine Doppeltraktion GT6N mit 55 m Länge eingesetzt werden.
Die Wagenkästen der ersten Generation sind geschweißte Stahlkonstruktionen. Die Laufwerke mit der Bezeichnung S 1100 und einem Radsatzstand von 1800 mm entsprechen weitgehend denjenigen des Fahrzeugtyps Incentro, allerdings sind Längs- und Querträger nicht geschweißt, sondern mit Bolzen kalt gefügt. Der Rahmen besteht aus Gusseisen mit Kugelgraphit. Die Laufwerke werden von den Wagenkästen beim Befahren von Gleisbögen angelenkt und um bis zu 2,5° ausgedreht, um ruckartiges Fahrverhalten bei der Bogeneinfahrt zu vermeiden. Es werden Losradsätze mit tiefliegenden Portalachsen verwendet. Die wassergekühlten, nur teilweise abgefederten Drehstrom-Asynchronmaschinen mit einer Dauerleistung von je 50 kW treiben jeweils nur ein einzelnes Rad an.
Ein Teil der Züge ist mit einer neu entwickelten Laufflächenkonditionierung ausgerüstet. Dieses fahrzeugbasierte Schmieranlagensystem soll die Fahrgeräusche insbesondere in engen Gleisbögen reduzieren. Die Triebwagen für Berlin wurden für den Betrieb mit einer Fahrleitungsspannung von 600 Volt ausgeliefert, wobei die Umstellung auf 750 Volt vorbereitet war. Die Umstellung auf 750 Volt ist 2023 in Berlin durchgeführt worden. Die Einheiten in Strausberg verkehrten von Anfang an mit 750 Volt.

### Zweite Generation
Auch die zweite Generation folgt dem Grundkonzept der Multigelenkwagen, nun jedoch auch bzw. zunächst ausschließlich in einer neunteiligen, ungefähr 50 Meter langen Variante mit der Achsfolge Bo’Bo’2’Bo’Bo’. Für diese werden offiziell 92 Sitz- und 220 Stehplätze angegeben, jedoch wurden dabei überbreite Einzelsitze als 1,4 Sitze gezählt. Im Gegensatz zur ersten Generation sind alle laufwerkslosen Module gleich lang. In den Laufwerksmodulen wurde die Fensteraufteilung so geändert, dass sich die Fensterstege bei den Rückenlehnen befinden, um den Fahrgästen bessere Sichtverhältnisse zu bieten. Außerdem erhielt die zweite Generation ein neues Design der Front, das im März 2021 vorgestellt wurde.
Auch an den Laufwerken wurden Änderungen vorgenommen. So kann über diesen vollständig auf Rampen verzichtet werden und die technisch mögliche Durchgangsbreite vergrößerte sich auf 900 mm, wird mit der gewählten Sitzanordnung jedoch nicht ausgenutzt. Zudem trug die neue Laufwerkskonstruktion zur Umsetzung einer niedrigeren Einstiegshöhe von 275 mm statt 295 mm bei und führt zu geringeren unabgefederten Massen. Die Motoren sind mit jeweils 55 kW etwas leistungsfähiger.

## Beschaffungsgeschichte

### Vorgeschichte

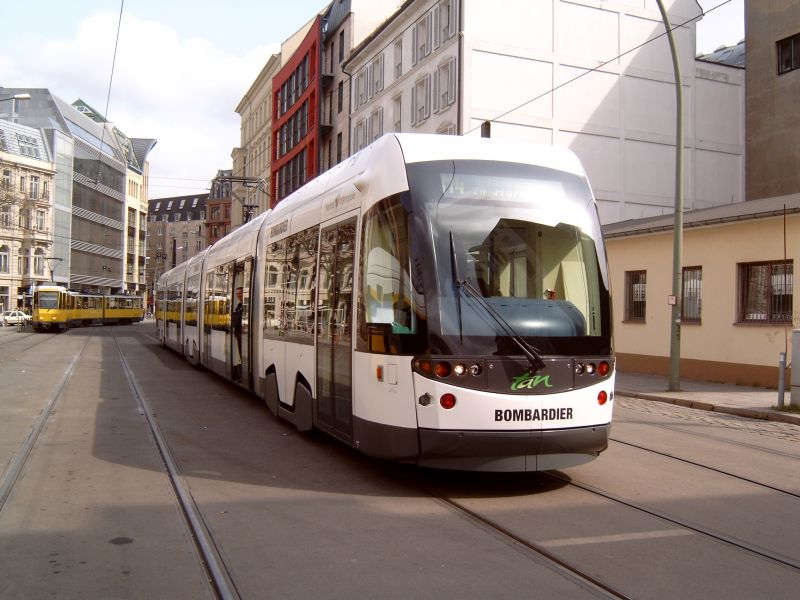
Incentro der Straßenbahn Nantes in der Großen Präsidentenstraße (Wendeschleife am Hackeschen Markt) in Berlin

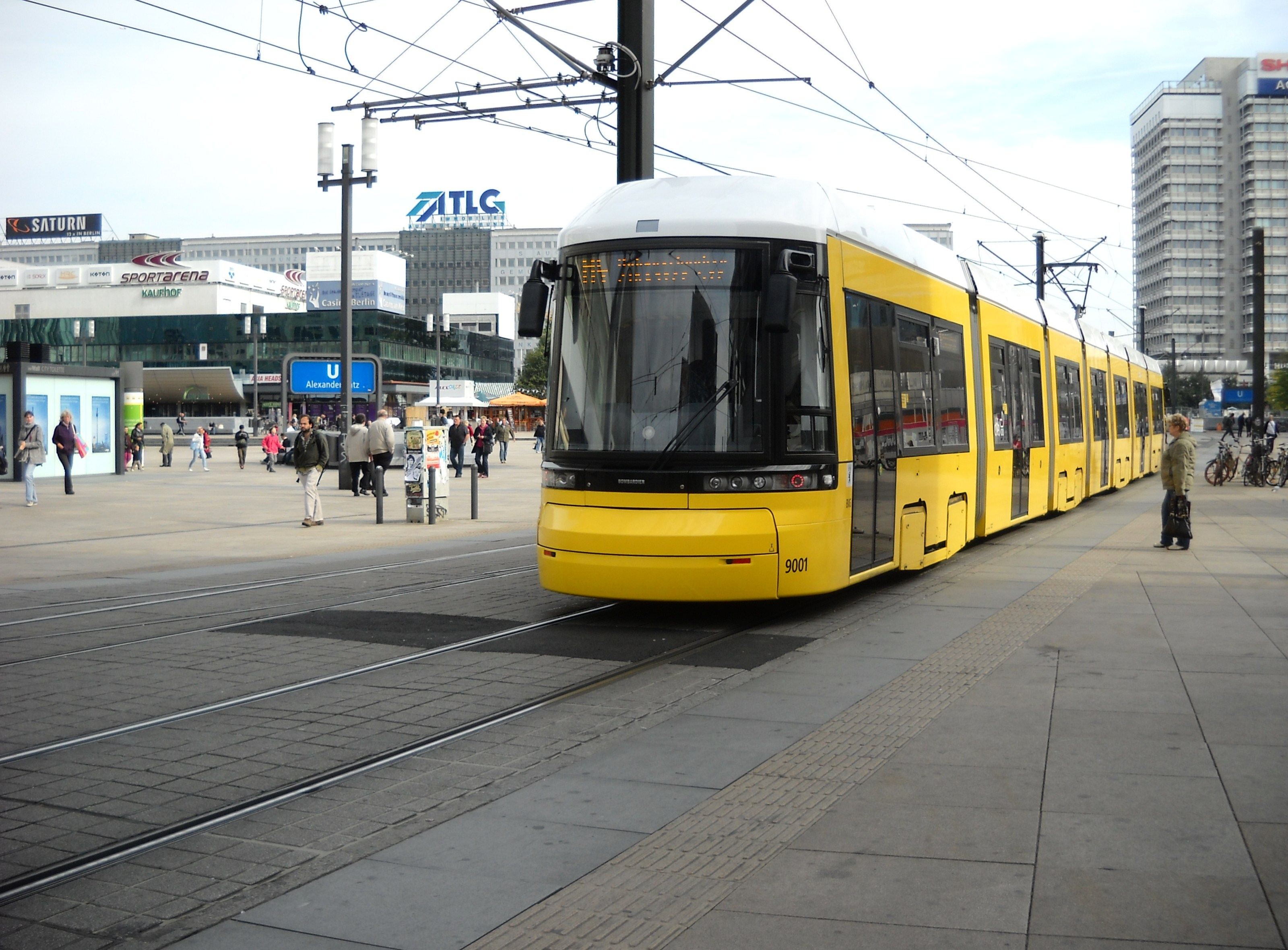
Langer Zweirichter 9001 am Alexanderplatz

Der Fuhrpark der Straßenbahn Berlin bestand 2005 aus hochflurigen Tatrawagen KT4D sowie Niederflurwagen des Typs Adtranz GT6N, zum Teil in Zweirichtungsausführung. Eine weitere Modernisierung der Hochflurwagen KT4D-mod/KT4Dt-mod wurde aus wirtschaftlichen Gründen von den Berliner Verkehrsbetrieben (BVG) abgelehnt. Angesichts des absehbaren Fristablaufs der Tatrawagen ab dem Jahr 2010 schrieb die BVG 2005 neue Niederflurstraßenbahnzüge europaweit aus. An der Ausschreibung beteiligten sich acht Hersteller, von denen vier zum Schlusstermin der Angebotsabgabe am 12. Oktober 2005 ein Angebot vorlegten. Die Ausschreibung konnte Bombardier mit dem auf der Basis des Incentro entwickelten Flexity Berlin mit 100 Prozent Niederfluranteil für sich entscheiden – im Frühjahr 2005 war ein für Nantes bestimmter Incentro auf Berliner Gleisen getestet worden. Das Design der Flexity Berlin war komplett neu und wurde von dem Berliner Büro IFS Design speziell für die BVG entworfen.
Am 12. Juni 2006 beschloss der Aufsichtsrat der BVG die Beschaffung neuer Straßenbahnwagen. Der Vertragsabschluss mit Bombardier fand im September 2006 statt. Seitdem benennt Bombardier die Fahrzeugserie Flexity Berlin als eigenständige Serie neben ihren anderen Fahrzeugfamilien. Zunächst wurden vier Vorserieneinheiten in Berlin im Linienbetrieb getestet. Hierbei handelt es sich um je einen Ein- und Zweirichtungswagen in jeweils einer 30,8 und einer 40 Meter langen Version für etwa 180 respektive 240 Fahrgäste. Die beiden 40-m-Wagen wurden im September 2008 in Betrieb genommen, die kürzeren bis Januar 2009. Die Vorserienfahrzeuge kosteten etwa 13 Millionen Euro.

### Prototypen
In der Nacht vom 8. zum 9. September 2008 traf der erste Flexity Berlin auf dem Betriebshof Marzahn ein. Am 19. September 2008 fand im Rahmen einer Pressevorstellung der offizielle Roll-Out des langen Einrichtungsfahrzeuges statt. Auf der Fachmesse InnoTrans 2008 wurde das zweite Fahrzeug (langes Zweirichtungsfahrzeug) der Öffentlichkeit vorgestellt.

### Flexity Berlin (erste Generation)
Das erste Lieferlos hatte eine ursprünglich vorgesehene Größe von 148 Wagen. In einer Sitzung des Aufsichtsrates der BVG am 29. Juni 2009 wurde allerdings die Beschaffung von nur 99 Zügen (40 lange und 59 kurze) beschlossen. Für den Zeitraum nach 2017 bestand die Möglichkeit, weitere 33 Wagen zu beschaffen. Auf die Bestellung der langen Zweirichtungsvariante (ZRL) wurde in dieser ersten Bestellung zunächst ganz verzichtet. Die Auslieferung dieses ersten Lieferloses begann ab dem 5. September 2011. Zunächst werden die 24 langen Einrichtungswagen geliefert. Es folgen die 35 kurzen Zweirichtungswagen (Typ F6Z, ZRK), dann die 20 kurzen Einrichtungswagen (Typ F6E, ERK). Den Abschluss bilden 20 lange Zweirichtungswagen (Typ F8Z, ZRL).
Am 10. September 2012 wurde der letzte Wagen des ersten Lieferloses in Betrieb genommen. Der erste Wagen des zweiten Lieferloses (kurze Zweirichtungswagen) wurde in der Nacht zum 7. September 2012 in Berlin angeliefert; er kam ab dem 1. November 2012 zum Einsatz.
Im Juni 2012 stimmte der Aufsichtsrat dem zweiten Serienabruf von weiteren 39 Straßenbahnfahrzeugen vom Typ „FLEXITY Berlin“ zu. Auf die weitere Bestellung kurzer Einrichtungsfahrzeuge wurde jetzt entgegen vorheriger Pläne verzichtet. Damit reagiert die BVG auf die sehr positive Entwicklung der Fahrgastzahlen bei der Straßenbahn im Innenstadtbereich. Zudem ermöglichen Zweirichtungswagen den Verzicht auf Wendeschleifen.
Im Dezember 2015 wurde der dritte Serienabruf von weiteren 47 langen Zweirichtungsfahrzeugen und einer Bestelländerung des letzten Abrufs von 20 noch nicht gelieferten Wagen von Fünf- auf Siebenteiler durchgeführt.
Im Februar 2017 wurde im letzten Abruf 21 lange Zweirichtungswagen bestellt. Damit ist der Rahmenvertrag aus dem Jahr 2006 vollständig ausgeschöpft. Das letzte Fahrzeug sollte von Bombardier im Jahr 2020[veraltet] an die BVG ausgeliefert werden.
Im Oktober 2018 wurde bekannt, dass über den Rahmenvertrag hinaus Fahrzeuge gekauft werden sollen. Aus einer ex ante Bekanntmachung der EU geht im November 2018 hervor, dass 21 Fahrzeuge im Wert von 74,1 Millionen Euro ohne Ausschreibung gekauft werden sollen, um eine direkte Anschlusslieferung zwischen Juli 2020 und Mai 2021 zu ermöglichen. Der Vorschlag existierte seit 2017, als der Rahmenvertrag mit dem vierten Abruf voll ausgeschöpft wurde, jedoch wurde mit Klagen von Konkurrenten gerechnet, die eine neue Ausschreibung erforderlich gemacht hätten. Im Rahmen des Rechtsstreits von Siemens gegen den Senat zum Kauf neuer U-Bahn-Wagen ohne Ausschreibung wurde jedoch Ende Juli 2018 eine Einigung erzielt. Nachfolgend wurde ein Mehrabruf von 10 Prozent des ursprünglichen Auftrages als marktüblich gesehen, gegen den Siemens nicht vorgehen wird. Im Mai 2020 waren schon 200 Einheiten ausgeliefert und der zukünftige Gesamtbestand von 231 bestätigt, der durch diesen Zusatzabruf erreicht wird. Der letzte Wagen dieser Serie wurde im Dezember 2022 in Betrieb genommen.
Die vier Vorserienzüge sowie die ersten 30 langen Einrichtungsfahrzeuge entstanden komplett im Werk Bautzen, das für die Serienproduktion lediglich die Rohbauten in das Bombardier-Werk Hennigsdorf liefert. Dort erfolgt mit Zulieferungen aus Mannheim und Siegen die Endmontage und Inbetriebnahme. Das Werk Hennigsdorf liefert jährlich 20 bis 24 Züge aus.

### Urbanliner (zweite Generation)

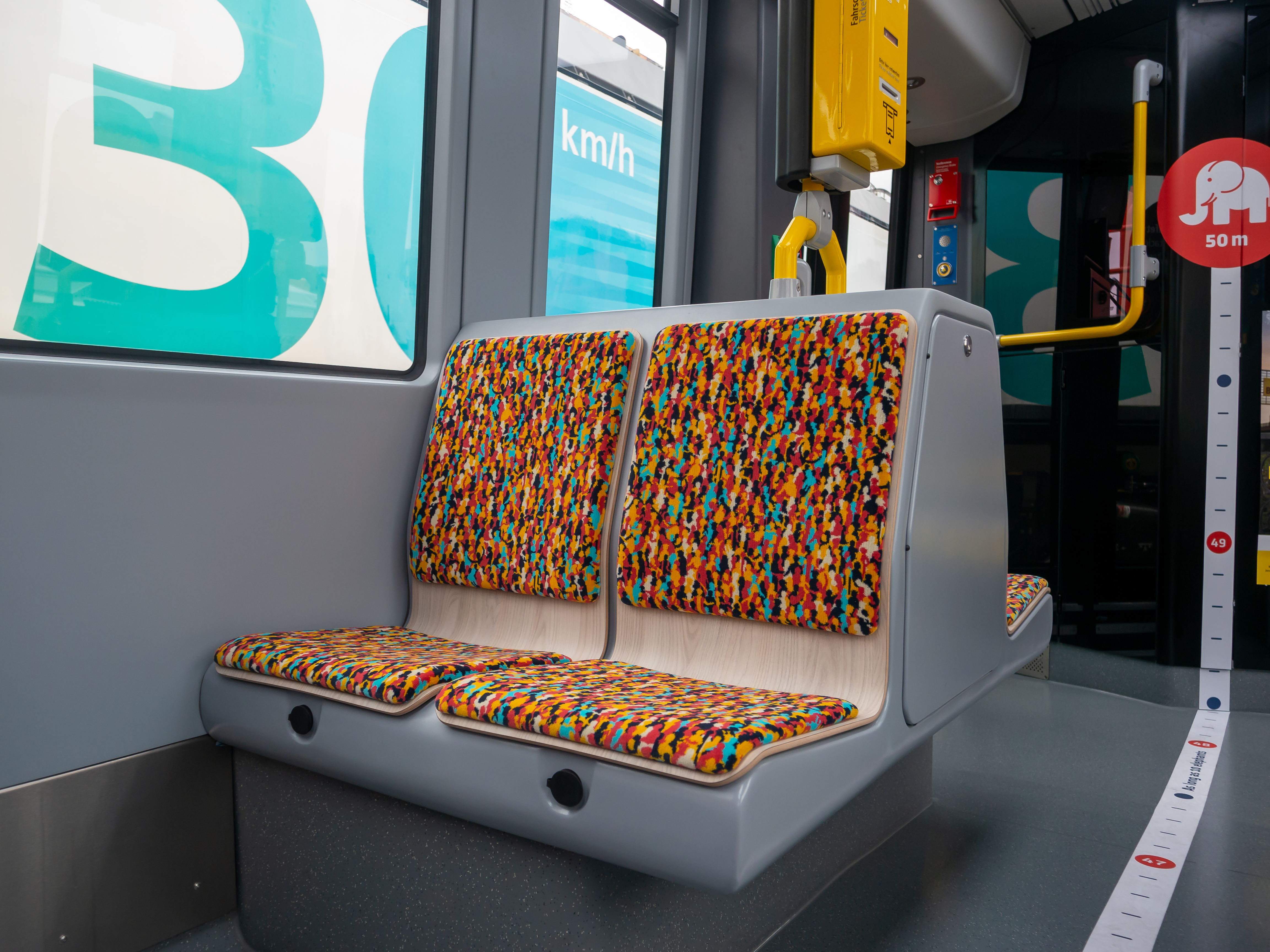
Interieur des Urbanliners

Im Dezember 2020 schloss die BVG einen Rahmenvertrag über die Lieferung von bis zu 117 neuen Zweirichtungsfahrzeugen ab. Sie sollen zwischen 2022 und 2033 geliefert werden. Es wird eine neue neunteilige 50-Meter-Version, die auf der Linie M4 eingesetzt werden soll, sowie eine 30-Meter-Version, die im Südosten Berlins die GT6 ersetzen, geben. Mit der Unterzeichnung des Rahmenvertrages wurden 20 Fahrzeuge abgerufen. In der ersten Bestellung sind drei fünfteilige (30 m) und 17 neunteilige (50 m) Wagen enthalten.
Am 7. Februar 2022 begann im Alstomwerk Bautzen der Bau des ersten Fahrzeuges der zweiten Generation. Als erstes werden die 50 m langen Fahrzeuge gefertigt. Eine Pressemeldung der BVG schreibt von 7400 Einzelteilen, allein für den Rohbau. Diese zahlreichen Einzelteile werden mit über 5 km Schweißnähten miteinander verbunden.
Das erste Fahrzeug sollte nach Erprobung und Abnahme im Jahr 2023 in den Fahrgastbetrieb gehen, was sich jedoch mehrfach verzögerte.
Nach langer Wartezeit wegen Lieferproblemen bei Bauteilen und eines Sonderwunsches der BVG wurde das erste 50-m-Fahrzeug (XLZ, F10Z) am 20. Juni 2024 auf dem Betriebshof Marzahn den Verkehrsbetrieben übergeben. Wegen seiner Länge wurde der Triebwagen in zwei Teilen mit zwei Tiefladern überführt.
Am 3. Juli wurde dann dieses Fahrzeug im Beisein von Vertretern der Politik auf dem BVG-Betriebshof in Lichtenberg der Öffentlichkeit feierlich vorgestellt. Es hat Platz für 312 Fahrgäste (92 Sitzplätze). Im Fahrgastbetrieb soll der sogenannte Urbanliner erstmals im ersten Quartal 2025 auf der Linie M4 eingesetzt werden. Bis dahin stehen laut BVG zahlreiche Tests auf dem Programm.
Bestellt wurden zunächst drei Fahrzeuge der 30-m-Version und 17 Fahrzeuge der 50-m-Version. Dies wurde jedoch nun geändert auf zwanzig 50-m-Versionen und keinerlei 30-m-Versionen mehr. Das Mindestauftragsvolumen beläuft sich jedoch auf 350 Millionen Euro, die Lieferung aller 117 Fahrzeuge aus dem aktuellen Rahmenvertrag erstreckt sich bis zum Jahr 2033, der Hersteller garantiert gleichzeitig eine Ersatzteilversorgung für 30 Jahre.
Im Januar 2025 wurden 45 weitere lange Fahrzeuge bestellt, die ab 2026 in Betrieb genommen werden.

### Bestellübersicht BVG
| Bestellung                | Datum          | kurze Einrichtungswagen GT6-08ER | kurze Zweirichtungswagen GT6-08ZR | lange Einrichtungswagen GT8-08ER | lange Zweirichtungswagen GT8-08ZR | 50-m-Zweirichtungswagen neunteilig | Summe |
| ------------------------- | -------------- | -------------------------------- | --------------------------------- | -------------------------------- | --------------------------------- | ---------------------------------- | ----- |
| Vorserie                  | September 2006 | 1                                | 1                                 | 1                                | 1                                 |                                    | 4     |
| Erster Abruf              | Juni 2009      | 24                               | 35                                | 40                               |                                   |                                    | 99    |
| Zweiter Abruf             | Juni 2012      |                                  |                                   | 12                               | 27                                |                                    | 39    |
| Dritter Abruf             | Dezember 2015  |                                  |                                   |                                  | 47                                |                                    | 47    |
| Vierter Abruf             | Februar 2017   |                                  |                                   |                                  | 21                                |                                    | 21    |
| Zusatzabruf               | Oktober 2018   |                                  |                                   |                                  | 21                                |                                    | 21    |
| Zweite Serie              | Dezember 2020  |                                  | 3                                 |                                  |                                   | 17                                 | 20    |
| Abruf 2025                | Januar 2025    |                                  |                                   |                                  |                                   | 45                                 | 45    |
| Änderung erster Abruf     | Januar 2011    | −4                               |                                   | −16                              | +20                               |                                    |       |
| Änderung erster Abruf     | Juni 2012      | −20                              | +18                               | +2                               |                                   |                                    |       |
| Umbau Vorserie            | 2013           | −1                               |                                   | +1                               |                                   |                                    |       |
| Änderung zweiter Abruf    | Dezember 2015  |                                  | −20                               |                                  | +20                               |                                    |       |
| Änderung zweite Serie     | Juli 2024      |                                  | −3                                |                                  |                                   | +3                                 |       |
| Erste Serie               |                |                                  |                                   |                                  |                                   |                                    | 231   |
| Zweite Serie (Urbanliner) |                |                                  |                                   |                                  |                                   |                                    | 65    |
| Gesamtbestand             |                | 0                                | 37                                | 40                               | 157                               | 65                                 | 296   |

## Flexity Berlin für die Strausberger Eisenbahn

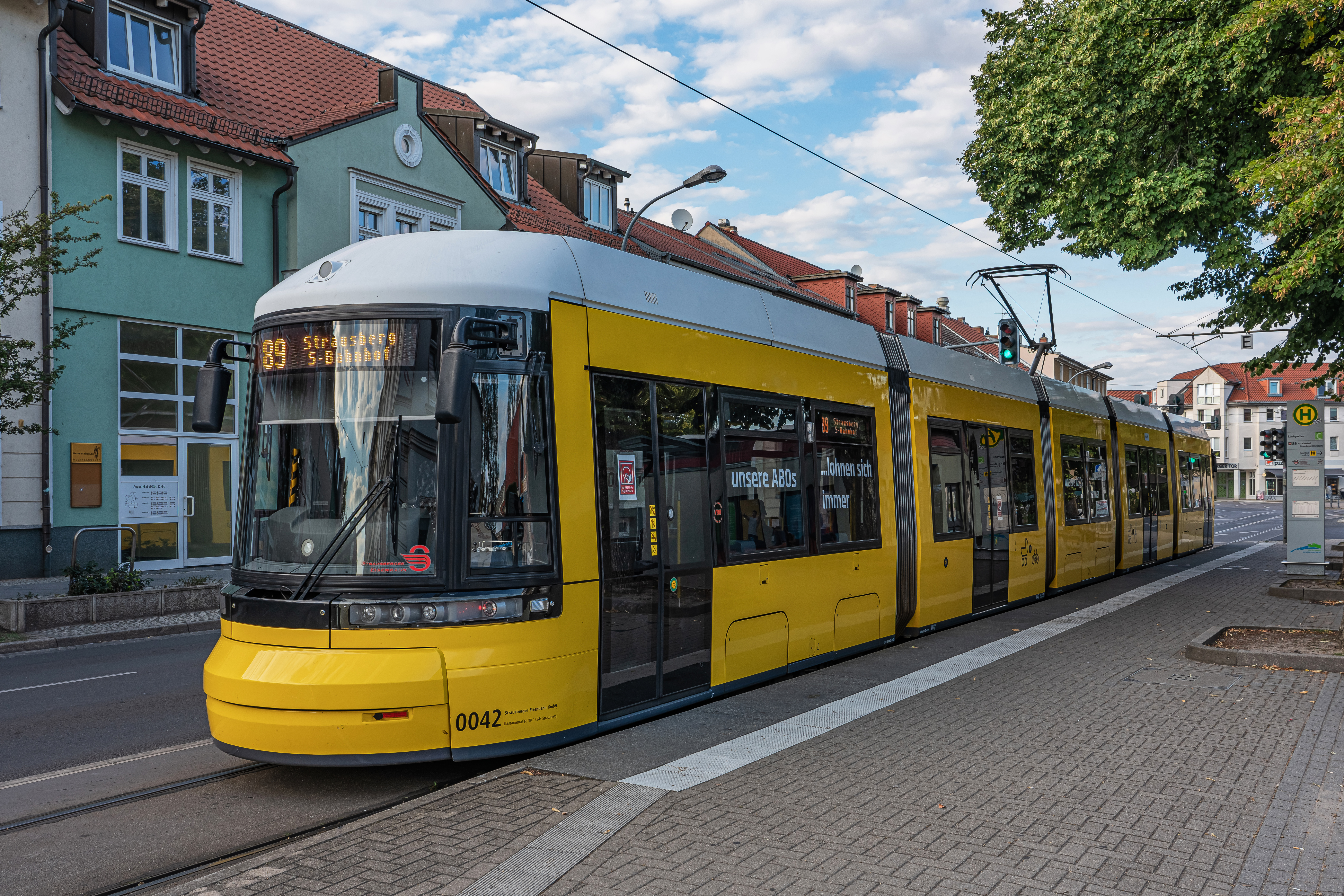
Seit 2013 verfügt auch die Strausberger Eisenbahn über zwei Fahrzeuge des Typs

Die östlich von Berlin gelegene Strausberger Eisenbahn beteiligte sich an der Beschaffung der Baureihe mit zwei weiteren Fahrzeugen, kurzen Zweirichtungsfahrzeugen. Der Auftrag hierfür wurde am 5. September 2011 vergeben. Die beiden Wagen wurden im Februar bzw. März 2013 aus Bautzen nach Strausberg ausgeliefert. Vor der Entscheidung war Ende Oktober 2010 ein Berliner Fahrzeug (ZRK, 4001) in Strausberg getestet worden. Ermöglicht wurde der Kauf durch einen 20-jährigen Vertrag mit dem Kreistag, mit dem die Finanzierung gesichert werden konnte. Für beide Wagen wurden rund 5,5 Mio. Euro bezahlt. Die Fahrzeuge tragen die sonnengelbe Lackierung, die auch bei den Wagen der Berliner Verkehrsbetriebe üblich ist.

## Auszeichnung
Die Flexity Berlin wurde für den Designpreis der Bundesrepublik Deutschland 2011 nominiert.
Das Fahrzeug wurde im März 2010 mit dem IF Design Award in der Kategorie Transportation ausgezeichnet.